# Gillis van Coninxloo

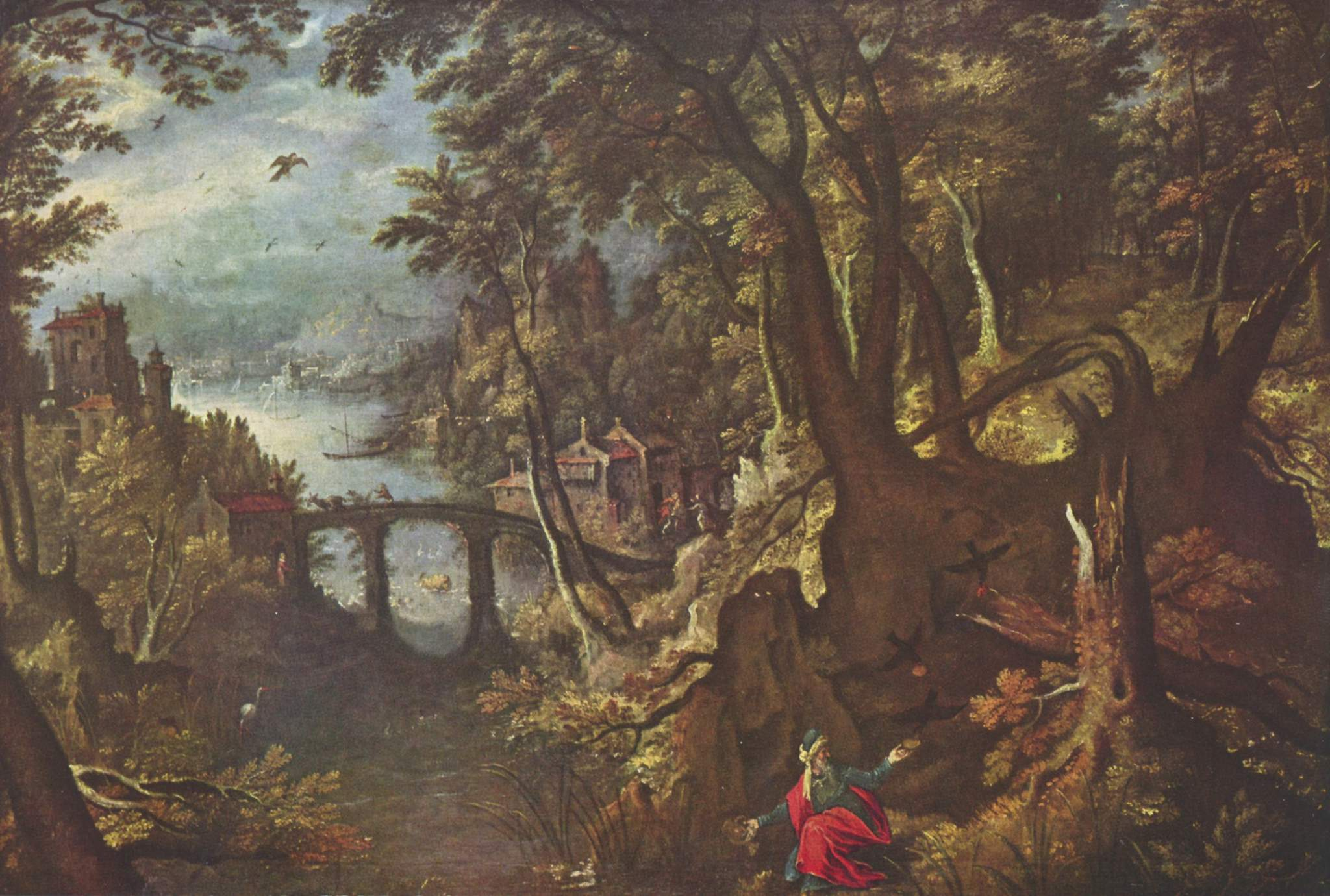
G. van Coninxloo, Elia nutrito dai corvi (XVI secolo; Bruxelles, Musées Royaux des Beaux-Arts).

Gillis van Coninxloo (Anversa, 1544 – Amsterdam, 1607) è stato un pittore fiammingo attivo in Francia, Olanda, Zelanda e a Francoforte tra il XVI e il XVII secolo.

## Biografia
Nato ad Anversa, fu allievo dei pittori Pieter Coeck, Lenaert Kroes e Jan Mostaert e nel 1570 fu ammesso alla Gilda di San Luca: conclusa la sua formazione si stabilì in Francia, da dove dovette emigrare nel 1587 a causa delle Guerre di Religione (era di religione protestante). Dopo un soggiorno in Germania, si recò poi nel 1595 ad Amsterdam dove restò fino alla morte distinguendosi tra i paesaggisti olandesi. Tra l'altro, i suoi dipinti, «aventi come tema il bosco, furono il punto di partenza per molti artisti olandesi», e contribuirono pure al passaggio dalla pittura di paesaggio come scenografia a quella di paesaggio fine a se stesso.
Divenne uno dei più importanti pittori di paesaggi del tempo (fu probabilmente lui ad introdurre l'uso di inserire nei paesaggi della piccole scene di storia, di mitologia o a sfondo sacro): alla sua bottega venne affidata la formazione artistica degli orfani di Pieter Bruegel il Vecchio, Jan e Pieter il Giovane (che divenne poi suo genero).